# Национално знаме на Фиджи
Националното знаме на Фиджи е прието на 10 октомври 1970 година. Знамето е съставено от син фон, където в горния ляв ъгъл се намира националното знаме на Обединеното кралство, а в останалата част е националния герб. Синият цвят символизира Тихия океан, който е важен за държавата и населението. В островната страна част от хората искат да се премахне британското знаме, а друга част са за запазване поради исторически причини.

## Знаме през годините
- (1924 – 1970)